# Jambuir
Jambuir is een bestuurslaag in het regentschap Sumenep van de provincie Oost-Java, Indonesië. Jambuir telt 1739 inwoners (volkstelling 2010).